# Copa Argentina 2025
La Copa Argentina 2025 (conosciuta anche con il nome di Copa Argentina "AXION energy" 2025 per motivi di sponsorizzazione), è la 15ª edizione del torneo ad eliminazione diretta nazionale di calcio argentino organizzato dalla AFA. Il torneo, che ha preso avvio il 22 gennaio 2025 e si concluderà nel dicembre dello stesso anno, vede la partecipazione di 64 squadre.
La squadra campione in carica è il Central Córdoba (SdE), che ha vinto la sua prima coppa nazionale nell'edizione 2024.

## Formato
Al torneo partecipano 64 squadre appartenenti a tutte le categorie del futbol argentino, distribuite in un tabellone "tennistico". Le squadre partecipanti sono:
- le 28 squadre della Liga Profesional 2024;
- le migliori 7 squadre di ogni zona della Primera B Nacional 2024:
- la squadra vincitrice della Primera B 2024 insieme alle migliori 5 squadre della Tabla general del medesimo torneo;
- la squadra vincitrice della Primera C 2024 insieme alle migliori 4 squadre della Tabla general del medesimo torneo;
- le migliori 5 squadre della classifica di ogni zona della Segunda fase del Torneo Federal A 2024.

Il sorteggio del tabellone è avvenuto il 20 dicembre 2024.
Tutte le partite si disputano su gara unica in campo neutro. Se al termine dei tempi regolamentari permane il pareggio, il regolamento della manifestazione prevede la disputa diretta dei calci di rigore.

## Squadre partecipanti
Nota: le categorie di appartenenza di ogni squadra fanno riferimento alla stagione 2024, nella quale hanno ottenuto la qualificazione. In grassetto le squadre attualmente in competizione; in carattere normale le squadre eliminate (in corsivo la fase della manifestazione in cui sono state eliminate).

### Primera División
- Argentinos Juniors
- Atl. Tucumán
- Banfield (sedicesimi di finale)
- Barracas Central (trentaduesimi di finale)
- Belgrano
- Boca Juniors (sedicesimi di finale)
- Central Córdoba (SdE) (trentaduesimi di finale)
- Defensa y Justicia (sedicesimi di finale)
- Dep. Riestra (ottavi di finale)
- Estudiantes (LP) (sedicesimi di finale)

- Gimnasia (LP) (sedicesimi di finale)
- Godoy Cruz (trentaduesimi di finale)
- Huracán (ottavi di finale)
- Independiente (ottavi di finale)
- Independiente Rivadavia
- Instituto (C) (sedicesimi di finale)
- Lanús
- Newell's Old Boys
- Platense (sedicesimi di finale)
- Racing Club

- River Plate
- Rosario Central (sedicesimi di finale)
- San Lorenzo (ottavi di finale)
- Sarmiento (J) (trentaduesimi di finale)
- Talleres (C) (trentaduesimi di finale)
- Tigre
- Unión (SF)
- Vélez Sarsfield (sedicesimi di finale)

### Primera B Nacional
- Aldosivi (ottavi di finale)
- All Boys (trentaduesimi di finale)
- Colón (SF) (trentaduesimi di finale)
- Def. de Belgrano (sedicesimi di finale)
- Dep. Madryn (trentaduesimi di finale)
- Estudiantes (BA) (trentaduesimi di finale)

- Gimnasia (J) (trentaduesimi di finale)
- Gimnasia (M) (sedicesimi di finale)
- Gimnasia (S) (trentaduesimi di finale)
- Nueva Chicago (trentaduesimi di finale)
- Quilmes (sedicesimi di finale)
- Racing (C) (trentaduesimi di finale)

- San Martín (SJ) (sedicesimi di finale)
- San Martín (T) (sedicesimi di finale)
- San Telmo (trentaduesimi di finale)

### Primera B
- Argentino (Q) (trentaduesimi di finale)
- Colegiales (trentaduesimi di finale)

- Dep. Armenio (sedicesimi di finale)
- Excursionistas (sedicesimi di finale)

- Ferrocarril Midland (trentaduesimi di finale)
- Los Andes (trentaduesimi di finale)

### Primera C
- Berazategui (trentaduesimi di finale)
- Central Córdoba (R) (ottavi di finale)

- Dep. Español (trentaduesimi di finale)
- Gen. Lamadrid (trentaduesimi di finale)

- Real Pilar (trentaduesimi di finale)

### Torneo Federal A
- Argentino (MM) (trentaduesimi di finale)
- Central Norte (S) (trentaduesimi di finale)
- Ciudad de Bolívar (trentaduesimi di finale)
- Kimberley (MdP) (trentaduesimi di finale)

- San Martín (F) (trentaduesimi di finale)
- Santamarina (trentaduesimi di finale)
- Sarmiento (LB) (trentaduesimi di finale)
- Sp. Belgrano (SF) (trentaduesimi di finale)

- Sp. Las Parejas (trentaduesimi di finale)
- Villa Mitre (trentaduesimi di finale)

## Tabellone
Dati aggiornati al 31 luglio 2025.
|  | Trentaduesimi di finale (22 gennaio-17 aprile) | Trentaduesimi di finale (22 gennaio-17 aprile) | Trentaduesimi di finale (22 gennaio-17 aprile) |  |  | Sedicesimi di finale (11 maggio-3 agosto) | Sedicesimi di finale (11 maggio-3 agosto) | Sedicesimi di finale (11 maggio-3 agosto) |                     |   | Ottavi di finale (30 luglio-) | Ottavi di finale (30 luglio-) | Ottavi di finale (30 luglio-) |                         |  | Quarti di finale | Quarti di finale | Quarti di finale |  |  | Semifinali | Semifinali | Semifinali |  |  | Finale | Finale | Finale |  |
|  |                                                |                                                |                                                |  |  |                                           |                                           |                                           |                     |   |                               |                               |                               |                         |  |                  |                  |                  |  |  |            |            |            |  |  |        |        |        |  |
|  | San Lorenzo (r)                                | San Lorenzo (r)                                | 0 (6)                                          |  |  |                                           |                                           |                                           |                     |   |                               |                               |                               |                         |  |                  |                  |                  |  |  |            |            |            |  |  |        |        |        |  |
|  | Sp. Las Parejas                                | Sp. Las Parejas                                | 0 (5)                                          |  |  | San Lorenzo (r)                           | San Lorenzo (r)                           | 0 (4)                                     |                     |   |                               |                               |                               |                         |  |                  |                  |                  |  |  |            |            |            |  |  |        |        |        |  |
|  | Central Córdoba (SdE)                          | Central Córdoba (SdE)                          | 0                                              |  |  | Quilmes                                   | Quilmes                                   | 0 (3)                                     |                     |   |                               |                               |                               |                         |  |                  |                  |                  |  |  |            |            |            |  |  |        |        |        |  |
|  | Quilmes                                        | Quilmes                                        | 1                                              |  |  |                                           |                                           |                                           |                     |   | San Lorenzo                   | San Lorenzo                   | 0                             |                         |  |                  |                  |                  |  |  |            |            |            |  |  |        |        |        |  |
|  | Tigre                                          | Tigre                                          | 3                                              |  |  |                                           |                                           | Tigre                                     | Tigre               | 1 |                               |                               |                               |                         |  |                  |                  |                  |  |  |            |            |            |  |  |        |        |        |  |
|  | Berazategui                                    | Berazategui                                    | 0                                              |  |  | Tigre                                     | Tigre                                     | 2                                         |                     |   |                               |                               |                               |                         |  |                  |                  |                  |  |  |            |            |            |  |  |        |        |        |  |
|  | Banfield                                       | Banfield                                       | 1                                              |  |  | Banfield                                  | Banfield                                  | 0                                         |                     |   |                               |                               |                               |                         |  |                  |                  |                  |  |  |            |            |            |  |  |        |        |        |  |
|  | Villa Mitre                                    | Villa Mitre                                    | 0                                              |  |  |                                           |                                           |                                           |                     |   | Tigre                         | Tigre                         |                               |                         |  |                  |                  |                  |  |  |            |            |            |  |  |        |        |        |  |
|  | Platense                                       | Platense                                       | 2                                              |  |  |                                           |                                           |                                           |                     |   |                               |                               | Independiente Rivadavia       | Independiente Rivadavia |  |                  |                  |                  |  |  |            |            |            |  |  |        |        |        |  |
|  | Argentino (Q)                                  | Argentino (Q)                                  | 0                                              |  |  | Platense                                  | Platense                                  | 2 (1)                                     |                     |   |                               |                               |                               |                         |  |                  |                  |                  |  |  |            |            |            |  |  |        |        |        |  |
|  | Independiente Rivadavia                        | Independiente Rivadavia                        | 1                                              |  |  | Independiente Rivadavia (r)               | Independiente Rivadavia (r)               | 2 (3)                                     |                     |   |                               |                               |                               |                         |  |                  |                  |                  |  |  |            |            |            |  |  |        |        |        |  |
|  | Estudiantes (BA)                               | Estudiantes (BA)                               | 0                                              |  |  |                                           |                                           |                                           |                     |   | Independiente Rivadavia       | Independiente Rivadavia       | 2                             |                         |  |                  |                  |                  |  |  |            |            |            |  |  |        |        |        |  |
|  | Sarmiento (J)                                  | Sarmiento (J)                                  | 0                                              |  |  |                                           |                                           | Central Córdoba (R)                       | Central Córdoba (R) | 1 |                               |                               |                               |                         |  |                  |                  |                  |  |  |            |            |            |  |  |        |        |        |  |
|  | Central Córdoba (R)                            | Central Córdoba (R)                            | 1                                              |  |  | Central Córdoba (R) (r)                   | Central Córdoba (R) (r)                   | 1 (5)                                     |                     |   |                               |                               |                               |                         |  |                  |                  |                  |  |  |            |            |            |  |  |        |        |        |  |
|  | Gimnasia (LP)                                  | Gimnasia (LP)                                  | 1                                              |  |  | Gimnasia (LP)                             | Gimnasia (LP)                             | 1 (4)                                     |                     |   |                               |                               |                               |                         |  |                  |                  |                  |  |  |            |            |            |  |  |        |        |        |  |
|  | Dep. Español                                   | Dep. Español                                   | 0                                              |  |  |                                           |                                           |                                           |                     |   |                               |                               |                               |                         |  |                  |                  |                  |  |  |            |            |            |  |  |        |        |        |  |
|  | Racing Club                                    | Racing Club                                    | 2                                              |  |  |                                           |                                           |                                           |                     |   |                               |                               |                               |                         |  |                  |                  |                  |  |  |            |            |            |  |  |        |        |        |  |
|  | Santamarina                                    | Santamarina                                    | 0                                              |  |  | Racing Club                               | Racing Club                               | 3                                         |                     |   |                               |                               |                               |                         |  |                  |                  |                  |  |  |            |            |            |  |  |        |        |        |  |
|  | San Martín (SJ) (r)                            | San Martín (SJ) (r)                            | 0 (3)                                          |  |  | San Martín (SJ)                           | San Martín (SJ)                           | 1                                         |                     |   |                               |                               |                               |                         |  |                  |                  |                  |  |  |            |            |            |  |  |        |        |        |  |
|  | Gimnasia (J)                                   | Gimnasia (J)                                   | 0 (0)                                          |  |  |                                           |                                           |                                           |                     |   | Racing Club                   | Racing Club                   | 3                             |                         |  |                  |                  |                  |  |  |            |            |            |  |  |        |        |        |  |
|  | Dep. Riestra (r)                               | Dep. Riestra (r)                               | 2 (3)                                          |  |  |                                           |                                           | Dep. Riestra                              | Dep. Riestra        | 0 |                               |                               |                               |                         |  |                  |                  |                  |  |  |            |            |            |  |  |        |        |        |  |
|  | San Telmo                                      | San Telmo                                      | 2 (1)                                          |  |  | Dep. Riestra (r)                          | Dep. Riestra (r)                          | 2 (4)                                     |                     |   |                               |                               |                               |                         |  |                  |                  |                  |  |  |            |            |            |  |  |        |        |        |  |
|  | Talleres (C)                                   | Talleres (C)                                   | 3 (4)                                          |  |  | Dep. Armenio                              | Dep. Armenio                              | 2 (3)                                     |                     |   |                               |                               |                               |                         |  |                  |                  |                  |  |  |            |            |            |  |  |        |        |        |  |
|  | Dep. Armenio (r)                               | Dep. Armenio (r)                               | 3 (5)                                          |  |  |                                           |                                           |                                           |                     |   | Racing Club                   | Racing Club                   |                               |                         |  |                  |                  |                  |  |  |            |            |            |  |  |        |        |        |  |
|  | Rosario Central                                | Rosario Central                                | 1                                              |  |  |                                           |                                           |                                           |                     |   |                               |                               |                               |                         |  |                  |                  |                  |  |  |            |            |            |  |  |        |        |        |  |
|  | Los Andes                                      | Los Andes                                      | 0                                              |  |  | Rosario Central                           | Rosario Central                           | 0 (1)                                     |                     |   |                               |                               |                               |                         |  |                  |                  |                  |  |  |            |            |            |  |  |        |        |        |  |
|  | Unión (SF)                                     | Unión (SF)                                     | 3                                              |  |  | Unión (SF) (r)                            | Unión (SF) (r)                            | 0 (3)                                     |                     |   |                               |                               |                               |                         |  |                  |                  |                  |  |  |            |            |            |  |  |        |        |        |  |
|  | Colegiales                                     | Colegiales                                     | 1                                              |  |  |                                           |                                           |                                           |                     |   | Unión (SF)                    | Unión (SF)                    |                               |                         |  |                  |                  |                  |  |  |            |            |            |  |  |        |        |        |  |
|  | San Martín (T) (r)                             | San Martín (T) (r)                             | 0 (3)                                          |  |  |                                           |                                           | River Plate                               | River Plate         |   |                               |                               |                               |                         |  |                  |                  |                  |  |  |            |            |            |  |  |        |        |        |  |
|  | Colón (SF)                                     | Colón (SF)                                     | 0 (1)                                          |  |  | San Martín (T)                            | San Martín (T)                            | 0                                         |                     |   |                               |                               |                               |                         |  |                  |                  |                  |  |  |            |            |            |  |  |        |        |        |  |
|  | River Plate                                    | River Plate                                    | 2                                              |  |  | River Plate                               | River Plate                               | 3                                         |                     |   |                               |                               |                               |                         |  |                  |                  |                  |  |  |            |            |            |  |  |        |        |        |  |
|  | Ciudad de Bolívar                              | Ciudad de Bolívar                              | 0                                              |  |  |                                           |                                           |                                           |                     |   |                               |                               |                               |                         |  |                  |                  |                  |  |  |            |            |            |  |  |        |        |        |  |
|  | Boca Juniors                                   | Boca Juniors                                   | 5                                              |  |  |                                           |                                           |                                           |                     |   |                               |                               |                               |                         |  |                  |                  |                  |  |  |            |            |            |  |  |        |        |        |  |
|  | Argentino (MM)                                 | Argentino (MM)                                 | 0                                              |  |  | Boca Juniors                              | Boca Juniors                              | 1                                         |                     |   |                               |                               |                               |                         |  |                  |                  |                  |  |  |            |            |            |  |  |        |        |        |  |
|  | Atl. Tucumán                                   | Atl. Tucumán                                   | 2                                              |  |  | Atl. Tucumán                              | Atl. Tucumán                              | 2                                         |                     |   |                               |                               |                               |                         |  |                  |                  |                  |  |  |            |            |            |  |  |        |        |        |  |
|  | All Boys                                       | All Boys                                       | 1                                              |  |  |                                           |                                           |                                           |                     |   | Atl. Tucumán                  | Atl. Tucumán                  |                               |                         |  |                  |                  |                  |  |  |            |            |            |  |  |        |        |        |  |
|  | Defensa y Justicia                             | Defensa y Justicia                             | 3                                              |  |  |                                           |                                           | Newell's Old Boys                         | Newell's Old Boys   |   |                               |                               |                               |                         |  |                  |                  |                  |  |  |            |            |            |  |  |        |        |        |  |
|  | Racing (C)                                     | Racing (C)                                     | 1                                              |  |  | Defensa y Justicia                        | Defensa y Justicia                        | 0                                         |                     |   |                               |                               |                               |                         |  |                  |                  |                  |  |  |            |            |            |  |  |        |        |        |  |
|  | Newell's Old Boys (r)                          | Newell's Old Boys (r)                          | 0 (5)                                          |  |  | Newell's Old Boys                         | Newell's Old Boys                         | 2                                         |                     |   |                               |                               |                               |                         |  |                  |                  |                  |  |  |            |            |            |  |  |        |        |        |  |
|  | Kimberley (MdP)                                | Kimberley (MdP)                                | 0 (4)                                          |  |  |                                           |                                           |                                           |                     |   |                               |                               |                               |                         |  |                  |                  |                  |  |  |            |            |            |  |  |        |        |        |  |
|  | Belgrano                                       | Belgrano                                       | 3                                              |  |  |                                           |                                           |                                           |                     |   |                               |                               | Belgrano                      | Belgrano                |  |                  |                  |                  |  |  |            |            |            |  |  |        |        |        |  |
|  | Real Pilar                                     | Real Pilar                                     | 1                                              |  |  | Belgrano                                  | Belgrano                                  | 3                                         |                     |   |                               |                               |                               |                         |  |                  |                  |                  |  |  |            |            |            |  |  |        |        |        |  |
|  | Barracas Central                               | Barracas Central                               | 0                                              |  |  | Def. de Belgrano                          | Def. de Belgrano                          | 2                                         |                     |   |                               |                               |                               |                         |  |                  |                  |                  |  |  |            |            |            |  |  |        |        |        |  |
|  | Def. de Belgrano                               | Def. de Belgrano                               | 2                                              |  |  |                                           |                                           |                                           |                     |   | Belgrano                      | Belgrano                      | 2                             |                         |  |                  |                  |                  |  |  |            |            |            |  |  |        |        |        |  |
|  | Gimnasia (M)                                   | Gimnasia (M)                                   | 2                                              |  |  |                                           |                                           | Independiente                             | Independiente       | 0 |                               |                               |                               |                         |  |                  |                  |                  |  |  |            |            |            |  |  |        |        |        |  |
|  | Nueva Chicago                                  | Nueva Chicago                                  | 0                                              |  |  | Gimnasia (M)                              | Gimnasia (M)                              | 1                                         |                     |   |                               |                               |                               |                         |  |                  |                  |                  |  |  |            |            |            |  |  |        |        |        |  |
|  | Independiente                                  | Independiente                                  | 2                                              |  |  | Independiente                             | Independiente                             | 2                                         |                     |   |                               |                               |                               |                         |  |                  |                  |                  |  |  |            |            |            |  |  |        |        |        |  |
|  | Sp. Belgrano (SF)                              | Sp. Belgrano (SF)                              | 0                                              |  |  |                                           |                                           |                                           |                     |   |                               |                               |                               |                         |  |                  |                  |                  |  |  |            |            |            |  |  |        |        |        |  |
|  | Estudiantes (LP)                               | Estudiantes (LP)                               | 2                                              |  |  |                                           |                                           |                                           |                     |   |                               |                               |                               |                         |  |                  |                  |                  |  |  |            |            |            |  |  |        |        |        |  |
|  | Sarmiento (LB)                                 | Sarmiento (LB)                                 | 1                                              |  |  | Estudiantes (LP)                          | Estudiantes (LP)                          | 1 (2)                                     |                     |   |                               |                               |                               |                         |  |                  |                  |                  |  |  |            |            |            |  |  |        |        |        |  |
|  | Aldosivi (r)                                   | Aldosivi (r)                                   | 1 (6)                                          |  |  | Aldosivi (r)                              | Aldosivi (r)                              | 1 (4)                                     |                     |   |                               |                               |                               |                         |  |                  |                  |                  |  |  |            |            |            |  |  |        |        |        |  |
|  | Gimnasia (S)                                   | Gimnasia (S)                                   | 1 (5)                                          |  |  |                                           |                                           |                                           |                     |   | Aldosivi                      | Aldosivi                      | 1                             |                         |  |                  |                  |                  |  |  |            |            |            |  |  |        |        |        |  |
|  | Godoy Cruz                                     | Godoy Cruz                                     | 0                                              |  |  |                                           |                                           | Argentinos Juniors                        | Argentinos Juniors  | 2 |                               |                               |                               |                         |  |                  |                  |                  |  |  |            |            |            |  |  |        |        |        |  |
|  | Excursionistas                                 | Excursionistas                                 | 1                                              |  |  | Excursionistas                            | Excursionistas                            | 0                                         |                     |   |                               |                               |                               |                         |  |                  |                  |                  |  |  |            |            |            |  |  |        |        |        |  |
|  | Argentinos Juniors                             | Argentinos Juniors                             | 3                                              |  |  | Argentinos Juniors                        | Argentinos Juniors                        | 3                                         |                     |   |                               |                               |                               |                         |  |                  |                  |                  |  |  |            |            |            |  |  |        |        |        |  |
|  | Central Norte (S)                              | Central Norte (S)                              | 0                                              |  |  |                                           |                                           |                                           |                     |   | Argentinos Juniors            | Argentinos Juniors            |                               |                         |  |                  |                  |                  |  |  |            |            |            |  |  |        |        |        |  |
|  | Lanús                                          | Lanús                                          | 4                                              |  |  |                                           |                                           |                                           |                     |   |                               |                               | Lanús                         | Lanús                   |  |                  |                  |                  |  |  |            |            |            |  |  |        |        |        |  |
|  | Gen. Lamadrid                                  | Gen. Lamadrid                                  | 0                                              |  |  | Lanús                                     | Lanús                                     | 2                                         |                     |   |                               |                               |                               |                         |  |                  |                  |                  |  |  |            |            |            |  |  |        |        |        |  |
|  | Vélez Sarsfield                                | Vélez Sarsfield                                | 1                                              |  |  | Vélez Sarsfield                           | Vélez Sarsfield                           | 0                                         |                     |   |                               |                               |                               |                         |  |                  |                  |                  |  |  |            |            |            |  |  |        |        |        |  |
|  | Ferrocarril Midland                            | Ferrocarril Midland                            | 0                                              |  |  |                                           |                                           |                                           |                     |   | Lanús                         | Lanús                         | 2                             |                         |  |                  |                  |                  |  |  |            |            |            |  |  |        |        |        |  |
|  | Instituto (C)                                  | Instituto (C)                                  | 3                                              |  |  |                                           |                                           | Huracán                                   | Huracán             | 0 |                               |                               |                               |                         |  |                  |                  |                  |  |  |            |            |            |  |  |        |        |        |  |
|  | Dep. Madryn                                    | Dep. Madryn                                    | 0                                              |  |  | Instituto (C)                             | Instituto (C)                             | 0 (2)                                     |                     |   |                               |                               |                               |                         |  |                  |                  |                  |  |  |            |            |            |  |  |        |        |        |  |
|  | Huracán                                        | Huracán                                        | 2                                              |  |  | Huracán (r)                               | Huracán (r)                               | 0 (3)                                     |                     |   |                               |                               |                               |                         |  |                  |                  |                  |  |  |            |            |            |  |  |        |        |        |  |
|  | San Martín (F)                                 | San Martín (F)                                 | 1                                              |  |  |                                           |                                           |                                           |                     |   |                               |                               |                               |                         |  |                  |                  |                  |  |  |            |            |            |  |  |        |        |        |  |

## Risultati
Dati aggiornati al 24 luglio 2025.

### Trentaduesimi di finale
| Arbitro: | Luis Lobo Medina |

|                                                                   |           |  |
| Zeballos 45+1’ Merentiel 45+4’ Janson 88’ Giménez 90’ Zenón 90+3’ | Marcatori |  |

Con la vittoria per 5-0 sull'Argentino de Monte Maíz, il Boca Juniors si è qualificato per i sedicesimi di finale.
| Arbitro: | Bruno Amiconi |

|                                             |           |  |
| Moreno 37’ Aquino 45’ Orozco 51’ Moreno 58’ | Marcatori |  |

Con la vittoria per 4-0 sul General Lamadrid, il Lanús si è qualificato per i sedicesimi di finale.
| Arbitro: | Franco Acita |

|              |           |  |
| Castillo 51’ | Marcatori |  |

Con la vittoria per 1-0 sul Deportivo Español, il Gimnasia de La Plata si è qualificato per i sedicesimi di finale.
| Arbitro: | Daniel Zamora |

|                                       |                      |                                 |
| Pino Prokop M. García Zuliani Peñalba | Tiri di rigore 3 – 1 | Gigliotti Barreto Talpone Negro |

Permanendo il risultato di parità (0-0) dopo la disputa dei tempi regolamentari, sono stati necessari i calci di rigore dai quali è uscito vincitore il San Martín de Tucumán, che in tal modo ha battuto il Colón de Santa Fe e ha ottenuto la qualificazione ai sedicesimi di finale.
| Arbitro: | Jorge Baliño |

|                        |           |  |
| Muñoz 21’ González 65’ | Marcatori |  |

Con la vittoria per 2-0 sul Nueva Chicago, il Gimnasia de Mendoza si è qualificato per i sedicesimi di finale.
| Arbitro: | Pablo Giménez |

|                                       |           |             |
| Balanta 17’ F. González 35’ Pérez 52’ | Marcatori | 74’ Perales |

Con la vittoria per 3-1 sul Racing de Córdoba, il Defensa y Justicia si è qualificato per i sedicesimi di finale.
| Arbitro: | Luis Lobo Medina |

|                            |           |           |
| Tobio Burgos 18’ Pérez 86’ | Marcatori | 73’ Ochoa |

Con la vittoria per 2-1 sul Sarmiento de La Banda, l'Estudiantes de La Plata si è qualificato per i sedicesimi di finale.
| Arbitro: | Hernán Mastrángelo |

|                      |           |  |
| B. Romero 77’ (rig.) | Marcatori |  |

Con la vittoria per 1-0 sul Ferrocarril Midland, il Vélez Sarsfield si è qualificato per i sedicesimi di finale.
| Arbitro: | Andrés Gariano |

|                          |           |  |
| Tarzia 30’ Mancuello 81’ | Marcatori |  |

Con la vittoria per 2-0 sullo Sportivo Belgrano, l'Independiente si è qualificato per i sedicesimi di finale.
| Arbitro: | Felipe Viola |

|          |           |  |
| Vera 50’ | Marcatori |  |

Con la vittoria per 1-0 sul Godoy Cruz, l'Excursionistas si è qualificato per i sedicesimi di finale.
| Arbitro: | Juan Pafundi |

|                                |                      |                               |
| Guille 18’ B. Sánchez 45’      | Marcatori            | 57’ Cocimano 62’ Cocimano     |
| Bracamonte Mena Murillo Guille | Tiri di rigore 3 – 1 | Cocimano Yangali Pusula Morro |

Permanendo il risultato di parità (2-2) dopo i tempi regolamentari, sono stati necessari i tiri di rigore dai quali è uscito vincitore il Deportivo Riestra, che in tal modo ha battuto il San Telmo e si è qualificato ai sedicesimi di finale.
| Arbitro: | Bryan Ferreyra |

|                                         |           |                    |
| Dómina 37’ Estigarribia 52’ Verde 90+3’ | Marcatori | 13’ (aut.) Cardozo |

Con la vittoria per 3-1 sul Colegiales, l'Unión si è qualificato ai sedicesimi di finale.
| Arbitro: | Fernando Echenique |

|                       |           |  |
| Lotti 46’ Taborda 80’ | Marcatori |  |

Con la vittoria per 2-0 sull'Argentino de Quilmes, il Platense si è qualificato ai sedicesimi di finale.
| Arbitro: | Pablo Echavarría |

|                        |           |            |
| Gil 33’ E. Ramírez 69’ | Marcatori | 43’ Vicedo |

Con la vittoria per 2-1 sul San Martín de Formosa, l'Huracán si è qualificato ai sedicesimi di finale.
| Arbitro: | Bruno Amiconi |

|                                             |                      |                                           |
| Chávez 45+2’                                | Marcatori            | 31’ Galetto                               |
| Torres Guerrico Serrago Guzmán Giani Cerato | Tiri di rigore 6 – 5 | Díaz Monti Villalva Busse Galetto Morello |

Permanendo il risultato di parità (1-1) dopo i tempi regolamentari, sono stati necessari i tiri di rigore dai quali è uscito vincitore l'Aldosivi, che in tal modo ha battuto il Gimnasia y Tiro e si è qualificato ai sedicesimi di finale.
| Arbitro: | Nicolás Lamolina |

|                                                    |                      |                                          |
| Tarragona 16’ Botta 18’ Reynoso 75’                | Marcatori            | 49’ Herrera 52’ Herrera 54’ Herrera      |
| Girotti Ortegoza Reynoso Mosqueira Bustos Portillo | Tiri di rigore 4 – 5 | Pérez Troxler López Montero Ávalos Motta |

Permanendo il risultato di parità (3-3) dopo i tempi regolamentari, sono stati necessari i tiri di rigore dai quali è uscito vincitore il Deportivo Armenio, che in tal modo ha battuto il Talleres e si è qualificato ai sedicesimi di finale.
| Arbitro: | Sebastián Martínez |

|                                   |           |  |
| González Pirez 3’ Mastantuono 35’ | Marcatori |  |

Con la vittoria per 2-0 sul Ciudad de Bolívar, il River Plate si è qualificato ai sedicesimi di finale.
| Arbitro: | Lucas Comesaña |

|                                 |           |  |
| Oviedo 49’ Oviedo 62’ Russo 66’ | Marcatori |  |

Con la vittoria per 3-0 sul Berazategui, il Tigre si è qualificato ai sedicesimi di finale.
| Arbitro: | Pablo Echavarría |

|  |           |             |
|  | Marcatori | 77’ Machado |

Con la vittoria per 1-0 sul Central Córdoba de Santiago del Estero, il Quilmes si è qualificato ai sedicesimi di finale.
| Arbitro: | Sebastián Zunino |

|                    |           |  |
| Mura 44’ Salas 55’ | Marcatori |  |

Con la vittoria per 2-0 sul Ramón Santamarina, il Racing de Avellaneda si è qualificato ai sedicesimi di finale.
| Arbitro: | Daniel Zamora |

|                                                             |                      |                                                                        |
| Braida Muniain Reali Cecchini Vombergar Herrera Báez Romaña | Tiri di rigore 6 – 5 | Britos Blanco Albertinazzi Fernández A. Martínez Arcando Yocco Herranz |

Permanendo il risultato di parità (0-0) dopo i tempi regolamentari, sono stati necessari i tiri di rigore dai quali è uscito vincitore il San Lorenzo, che in tal modo ha battuto lo Sportivo Las Parejas e si è qualificato ai sedicesimi di finale.
| Arbitro: | Jorge Baliño |

|                                |                      |                    |
| Anselmo Iacobellis F. González | Tiri di rigore 3 – 0 | Dematei Duré Noble |

Permanendo il risultato di parità (0-0) dopo la disputa dei tempi regolamentari, sono stati necessari i tiri di rigore dai quali è uscito vincitore il San Martín de San Juan, che in tal modo ha battuto il Gimnasia de Jujuy e si è qualificato ai sedicesimi di finale.
| Arbitro: | Pablo Dóvalo |

|            |           |  |
| Alaníz 30’ | Marcatori |  |

Con la vittoria per 1-0 sul Villa Mitre, il Banfield si è qualificato ai sedicesimi di finale.
| Arbitro: | Andrés Merlos |

|                        |           |                   |
| Cabrera 61’ Díaz 90+3’ | Marcatori | 90+5’ Campostrini |

Con la vittoria per 2-1 sull'All Boys, l'Atlético Tucumán si è qualificato ai sedicesimi di finale.
| Arbitro: | Ariel Penel |

|                                       |           |  |
| Lázaro 8’ Klimowicz 45’ Klimowicz 52’ | Marcatori |  |

Con la vittoria per 3-0 sul Deportivo Madryn, l'Instituto si è qualificato ai sedicesimi di finale.
| Arbitro: | Pablo Echavarría |

|                                              |                      |                                                    |
| Banega González Sotelo Cuesta García Cardozo | Tiri di rigore 5 – 4 | Bacigalupe Loscalzo Mantia Pereyra Rinaldi Vázquez |

Permanendo il risultato di parità (0-0) dopo la disputa dei tempi regolamentari, sono stati necessari i tiri di rigore dai quali è uscito vincitore il Newell's Old Boys, che in tal modo ha battuto il Kimberley e si è qualificato ai sedicesimi di finale.
| Arbitro: | Pablo Dóvalo |

|              |           |  |
| Giaccone 70’ | Marcatori |  |

Con la vittoria per 1-0 contro il Los Andes, il Rosario Central si è qualificato ai sedicesimi di finale.
| Arbitro: | Bruno Amiconi |

|  |           |           |
|  | Marcatori | 31’ Marín |

Con la vittoria per 1-0 sul Sarmiento, il Central Córdoba de Rosario si è qualificato ai sedicesimi di finale.
| Arbitro: | Fernando Echenique |

|            |           |  |
| Osella 16’ | Marcatori |  |

Con la vittoria per 1-0 sull'Estudiantes de Buenos Aires, l'Independiente Rivadavia si è qualificato ai sedicesimi di finale.
| Arbitro: | Andrés Gariano |

|                                                |           |  |
| L. Rodríguez 38’ (aut.) Molina 48’ Herrera 67’ | Marcatori |  |

Con la vittoria per 3-0 sul Central Norte de Salta, l'Argentinos Juniors si è qualificato ai sedicesimi di finale.
| Arbitro: | Nazareno Arasa |

|                                                   |           |                    |
| Compagnucci 14’ N. Fernández 24’ N. Fernández 34’ | Marcatori | 48’ (aut.) Quignon |

Con la vittoria per 3-1 sul Real Pilar, il Belgrano si è qualificato ai sedicesimi di finale.
| Arbitro: | Nicolás Lamolina |

|  |           |                                |
|  | Marcatori | 46’ (aut.) Bruera 84’ González |

Con la vittoria per 2-0 sul Barracas Central, il Defensores de Belgrano si è qualificato ai sedicesimi di finale.

### Sedicesimi di finale
| Arbitro: | Luis Lobo Medina |

|                                                   |                      |                                                    |
| Marín 90’                                         | Marcatori            | 74’ Merlini                                        |
| P. Killer Sierra Ramírez Marín Di Vanni Vranjicán | Tiri di rigore 5 – 4 | Castillo Suso Mammini Di Biasi L. Mamut Piedrahita |

Permanendo il risultato di parità (1-1) dopo la fine dei tempi regolamentari, sono stati necessari i tiri di rigore dai quali è uscito vincitore il Central Córdoba de Rosario, che in tal modo ha eliminato il Gimnasia de La Plata e si è qualificata agli ottavi di finale di Copa Argentina.
| Arbitro: | Andrés Gariano |

|                        |           |  |
| Carrera 21’ Salvio 36’ | Marcatori |  |

Con la vittoria per 2-0 sul Vélez Sarsfield, il Lanús si è qualificato per gli ottavi di finale.
| Arbitro: | Pablo Dóvalo |

|  |           |                        |
|  | Marcatori | 39’ Herrera 48’ Maroni |

Con la vittoria per 2-0 sul Defensa y Justicia, il Newell's Old Boys si è qualificato agli ottavi di finale.
| Arbitro: | Ariel Penel |

|                                        |                      |                                       |
| Sánchez 21’ D. Ramírez 76’             | Marcatori            | 6’ Sica 60’ Maldonado                 |
| Benegas Bracamonte Fagúndez D. Ramírez | Tiri di rigore 4 – 3 | Almanza I. Pérez Cardozo Medina Motta |

Permanendo il risultato di parità (2-2) al termine dei tempi regolamentari, sono stati necessari i tiri di rigore dai quali è uscito vincitore il Deportivo Riestra, che in tal modo ha eliminato il Deportivo Armenio e si è qualificato agli ottavi di finale.
| Arbitro: | Juan Pafundi |

|  |           |                                    |
|  | Marcatori | 47’ Molina 53’ Sosa 53’ Lozano 58’ |

Con la vittoria per 3-0 sull'Excursionistas, l'Argentinos Juniors si è qualificato agli ottavi di finale.
| Arbitro: | Bryan Ferreyra |

|                                       |                      |                                          |
| Castro 15’                            | Marcatori            | 25’ Giani                                |
| Castro Benedetti Arzamendia Ascacíbar | Tiri di rigore 2 – 4 | E. Torres Preciado Breitenbruch Guerrico |

Permanendo il risultato di parità (1-1) al termine dei tempi regolamentari, sono stati necessari i tiri di rigore dai quali è uscito vincitore l'Aldosivi, che in tal modo ha eliminato l'Estudiantes de La Plata e si è qualificato agli ottavi di finale.
| Arbitro: | Andrés Gariano |

|                        |           |  |
| Scipioni 29’ Armoa 75’ | Marcatori |  |

Con la vittoria per 2-0 sul Banfield, il Tigre si è qualificato agli ottavi di finale.
| Arbitro: | Sebastián Martínez |

|                                                   |           |                        |
| Passerini 37’ (rig.) Compagnucci 68’ Ostchega 80’ | Marcatori | 7’ Aguirre 58’ Aguirre |

Con la vittoria per 3-2 sul Defensores de Belgrano, il Belgrano si è qualificato agli ottavi di finale.
| Arbitro: | Darío Herrera |

|                               |                      |                                       |
| Malcorra Módica Duarte Sández | Tiri di rigore 1 – 3 | M. Martínez Pittón Estigarribia Verde |

Permanendo il risultato di parità (0-0) al termine dei tempi regolamentari, sono stati necessari i tiri di rigore dai quali è uscito vincitore l'Unión, che in tal modo ha eliminato il Rosario Central e si è qualificato agli ottavi di finale.
| Arbitro: | Sebastián Zunino |

|             |           |                               |
| Mondino 29’ | Marcatori | 54’ (rig.) Montiel 88’ Angulo |

Con la vittoria per 2-1 sul Gimnasia de Mendoza, l'Independiente si è qualificato agli ottavi di finale.
| Arbitro: | Fernando Echenique |

|                                            |           |                |
| A. Martínez 28’ Balboa 73’ A. Martínez 78’ | Marcatori | 19’ Tijanovich |

Con la vittoria per 3-1 sul San Martín de San Juan, il Racing si è qualificato agli ottavi di finale.
| Arbitro: | Pablo Dóvalo |

|                                |                      |                                    |
| Picco 44’ Mainero 77’ (rig.)   | Marcatori            | 11’ (rig.) Villa 55’ Retamar       |
| Vázquez Mainero Schor Saborido | Tiri di rigore 1 – 3 | Studer Fernández Barbieri Cardillo |

Permanendo il risultato di parità (2-2) al termine dei tempi regolamentari, sono stati necessari i tiri di rigore dai quali è uscito vincitore l'Independiente Rivadavia, che in tal modo ha eliminato il Platense e si è qualificato agli ottavi di finale.
| Arbitro: | Andrés Gariano |

|                                      |                      |                              |
| Alarcón Lodico Rodríguez Puebla Luna | Tiri di rigore 2 – 3 | Gil Sequeira Guidara Pereyra |

Permanendo il risultato di parità (0-0) dopo la fine dei tempi regolamentari, sono stati necessari i tiri di rigore dai quali è uscito vincitore l'Huracán, che in tal modo ha eliminato l'Instituto de Córdoba e si è qualificato agli ottavi di finale.
| Arbitro: | Luis Lobo Medina |

|                               |                      |                                           |
| Vombergar Cuello Herrera Báez | Tiri di rigore 5 – 4 | Allende Belinetz Aranda I. Ramírez Flores |

Permanendo il risultato di parità (0-0) dopo la fine dei tempi regolamentari, sono stati necessari i tiri di rigore dai quali è uscito vincitore il San Lorenzo, che in tal modo ha eliminato il Quilmes e si è qualificato agli ottavi di finale.
| Arbitro: | Hernán Mastrángelo |

|              |           |                           |
| Cavani 90+7’ | Marcatori | 65’ Ferreira 75’ Bajamich |

Con il risultato di 2-1 in suo favore, l'Atlético Tucumán ha eliminato il Boca Juniors e si è qualificato agli ottavi di finale.
| Arbitro: | Facundo Tello |

|  |           |                                     |
|  | Marcatori | 35’ Montiel 71’ Galoppo Montiel 83’ |

Con il risultato di 3-0 in suo favore, il River Plate ha eliminato il San Martín de Tucumán e si è qualificato agli ottavi di finale.

### Ottavi di finale
| Arbitro: | Pablo Echavarría |

|                             |           |           |
| Villalba 44’ Cardillo 90+9’ | Marcatori | 29’ Marín |

Con il risultato di 2-1 in suo favore, l'Independiente Rivadavia ha eliminato il Central Córdoba de Rosario e si è qualificato ai quarti di finale.
| Arbitro: | Fernando Espinoza |

|            |           |                               |
| Cerato 45’ | Marcatori | 77’ Lescano 84’ (rig.) Molina |

Con il risultato di 2-1 in suo favore, l'Argentinos Juniors ha eliminato l'Aldosivi e si è qualificato ai quarti di finale.
| Arbitro: | Fernando Echenique |

|                          |           |  |
| Jara 45+1’ Zelarayán 71’ | Marcatori |  |

Con il risultato di 2-0 in suo favore, il Belgrano ha eliminato l'Independiente e si è qualificato ai quarti di finale.
| Arbitro: | Sebastián Zunino |

|                        |           |  |
| Marcich 51’ Aquino 69’ | Marcatori |  |

Con il risultato di 2-0 in suo favore, il Lanús ha eliminato l'Huracán e si è qualificato ai quarti di finale.
| Arbitro: | Yael Falcón Pérez |

|  |           |             |
|  | Marcatori | 25’ Fértoli |

Con il risultato di 1-0 in suo favore, il Tigre ha eliminato il San Lorenzo e si è qualificato ai quarti di finale.
| Arbitro: | Nazareno Arasa |

|                                                 |           |  |
| Vergara 10’ (rig.) Barbieri 26’ (aut.) Mura 32’ | Marcatori |  |

Con il risultato di 3-0 in suo favore, il Racing Club ha eliminato il Deportivo Riestra e si è qualificato ai quarti di finale.
| Salta 13 agosto 2025, ore 19:30 UTC-3 Ottavi di finale (gara unica) | Atl. Tucumán | – referto | Newell's Old Boys | Estadio Ernesto Martearena |

| Mendoza 28 agosto 2025, ore 21:15 UTC-3 Ottavi di finale (gara unica) | Unión (SF) | – referto | River Plate | Estadio Malvinas Argentinas |

### Quarti di finale
| Rosario 26 agosto 2025, ore 21:10 UTC-3 Quarti di finale (gara unica) | Tigre | – referto | Independiente Rivadavia | Estadio Marcelo Bielsa |

| ... 2025, ore --:-- UTC-3 Quarti di finale (gara unica) | Argentinos Juniors | – referto | Lanús | [ 5 ] |

| ... 2025, ore --:-- UTC-3 Quarti di finale (gara unica) | Racing Club | – |  | [ 5 ] |

| ... 2025, ore --:-- UTC-3 Quarti di finale (gara unica) |  | – | Belgrano | [ 5 ] |

## Statistiche
Dati aggiornati al 17 aprile 2025.

### Classifica marcatori
| Gol |  |  | Giocatore          | Squadra      |
| --- |  |  | ------------------ | ------------ |
| 3   |  |  | Jonathan Herrera   | Dep. Armenio |
| 2   |  |  | Sebastián Cocimano | San Telmo    |
| 2   |  |  | Nicolás Fernández  | Belgrano     |
| 2   |  |  | Luca Klimowicz     | Instituto    |
| 2   |  |  | Marcelino Moreno   | Lanús        |
| 2   |  |  | Alfio Oviedo       | Tigre        |